# USS Boone (FFG-28)
La USS Boone (FFG-28) fue una fragata de la clase Oliver Hazard Perry de «casco largo» LAMPS III construida para la Armada de los Estados Unidos. Fue puesta en gradas en 1979, botada en 1980 y asignada en 1982. Descomisionada en 2012, fue hundida como blanco en 2022.

## Construcción
Construida por Todd Pacific Shipyards, fue puesta en gradas el 27 de marzo de 1979, botada el 16 de enero de 1980 y asignada el 15 de mayo de 1982.

## Historia de servicio
Su primer destino fue el DestRon 8 en Mayport, Florida. Tuvo su baja en 2012 (el 23 de febrero).
Fue hundida como blanco en 2022.